# Curt Alsterlund
Curt Thorstensson Alsterlund, född den 23 februari 1907 i Stockholm, död där den 11 december 1989, var en svensk militär. Han var son till Thorsten Alsterlund. 
Alsterlund blev fänrik vid Upplands regemente 1928 och underlöjtnant där 1929. Han genomgick Artilleri- och ingenjörhögskolan 1930–1932 och Krigshögskolan 1934–1936. Alsterlund blev kapten i generalstaben 1938 och major där 1945. Han var chef för försvarets pressdetalj 1939–1941, förste lärare i krigskonst vid Artilleri- och ingenjörhögskolans högre kurs 1941–1944, chef för arméinspektionens centralavdelning 1947–1948 samt lärare i taktik och truppföring vid infanteriskjutskolan 1948–1950. Alsterlund var överstelöjtnant och chef för infanteriets kadettskola 1951–1954 samt överste och chef för Norra skånska infanteriregementet 1954–1963 och för dess efterföljare Norra skånska regementet 1963–1967. Han blev riddare av Svärdsorden 1946, kommendör av samma orden 1958 och kommendör av första klassen 1962. Alsterlund vilar på Norra begravningsplatsen utanför Stockholm.